# Lei Aloha
『Lei Aloha』（レイ・アロハ）は、melody.の4枚目のアルバム。2008年4月9日発売。

## 解説
- 前作「READY TO GO!」以来9ヶ月ぶりのアルバム。自身最短のインターバルでの発売となった。
- 初回盤のみ三方背スリーブボックス仕様。
- 「Lei」はハワイ語の花輪、「Aloha」はハワイ語の愛。花を繋げて作られた首飾りのことで、その花は「愛」を表し、繋がっている状態の首飾りは「絆」を意味している[1]。
- アルバムのテーマは「絆」。生まれ育った故郷ハワイとハワイでの家族、友達など大切な人やひとつひとつの絆への思いを胸に作り上げた[2][3]。ハワイは、本人の故郷でもあるため、故郷への感謝の気持ちなども表れている。また、CDレーベルでの図案は彼女の出身地・オアフ島である。
- ジャケットとアルバムの中で全部の写真はハワイで1月ごろ撮影されたもの。撮影の模様など評細は、Myspaceや公式サイトなどに掲載されている。
- 楽曲の大半は彼女の楽曲に初参加となる作家を起用した。
- アルバム初のTOP10外となった。

## 収録曲
1. Daybreak
  - 編曲：KURIS
  - インタールード曲。イメージは昇った瞬間としているハワイの太陽[4]。
2. Say Hello
  - 作詞：溝口貴紀、青山弥央／作曲：D・A・I／編曲：島健
3. 遥花〜はるか〜（Eternal Version）
  - 作詞・作曲：白鳥マイカ／編曲：弥吉淳二／ストリングス編曲：岡村美央
  - 11thシングルのアルバムバージョン。TBS系ドラマ「だいすき!!」主題歌。
4. Peace Song
  - 作詞・作曲：白鳥マイカ／編曲：浜崎快声
  - 2008年3月8日にマリンピア神戸ポルトバザールで行われたライブで初披露された。平和と自然環境保護について、世界の中へのメッセージソング[4]。
5. Never Goodbye
  - 作詞：MIZUE／作曲：炭田慎也／編曲：西平彰
6. Memories in Time
  - 編曲：KURIS
  - インタールード曲。
7. HORIZON
  - 作詞・作曲：KURIS／編曲：島健
  - 3年前にKURISが作っていた曲。ハワイで夢を持っていたの気持ちが描かれて[4]。
8. Kiss away
  - 作詞：村野直球／作曲・編曲：原田卓也
9. あなたのそばに
  - 作詞・作曲：白鳥マイカ／編曲：弥吉淳二／ストリングス編曲：岡村美央
10. No Return
  - 作詞：melody.、MIZUE／作曲・編曲：my[注 1][5][6]
  - このアルバムの中唯一のダンス・ミュージック。
11. Sunset Love
  - 作詞・作曲・編曲：KURIS
12. Beneath My Skin
  - 作詞：青山弥央／作曲：D・A・I／編曲：村田昭
13. DOOR
  - 作詞・作曲：白鳥マイカ／編曲：成田忍
14. Paradise
  - 作詞・作曲・編曲：KURIS
  - 歌詞の中「Aloha 'Oe」は「あなたにアロハ」。ハワイにありがとうを伝えたいの曲[4]。